# الفرقة الثانية (العراق)
كانت الفرقة الثانية تشكيلًا من تشكيلات الجيش العراقي. كان مقرها نظريًا في الموصل، لكن داعش طردتها منها. لم تظهر أي تقارير موثوقة عن استمرار وجودها منذ يونيو/حزيران ويوليو/تموز 2014. في السابق، كانت الفرقة الثانية من أكثر التشكيلات خبرة في الجيش العراقي.
كانت الفرقة الثانية السابقة واحدة من الفرق الأربع الأصلية للجيش العراقي، وكانت نشطة في عام 1941. تمركزت الفرقة في كركوك عام 1941، وكانت هناك عندما وقعت الحرب الأنجلو عراقية. وفي ظل حكم صدام حسين، حاربت الأكراد في الفترة من 1961 إلى 1970، وتمكنت من عكس معظم المكاسب الكردية في هجومهم الأولي في خريف عام 1961. ومع ذلك، بدأت تعاني من الفرار. وفي عام 1963، تركزت في شرق كردستان وربما شاركت في هجمات لاحقة. وانتهت الحرب الكردية الأولى بمنح الأكراد الحكم الذاتي. وفي الفترة من 1977 إلى 1978 كانت في الشمال، ومقرها في كركوك كجزء من الفيلق الأول، بما في ذلك خمسة ألوية (اثنان احتياطيان) وفقًا للتقارير العسكرية البريطانية التي يمكن الوصول إليها الآن في الأرشيف الوطني، كيو. وكانت الفرقة موجودة لاحقًا في الكويت خلال عملية عاصفة الصحراء. عُيِّنَت في البداية في الفيلق الثاني في منطقة قصر الصبية، في منتصف يناير 1991، ولكنها انتقلت إلى شمال الجهراء مباشرة في 24 فبراير 1991.
كان لا يزال في الشمال كجزء من الفيلق الأول في عام 2002، المكون من لواء المشاة الثاني والرابع والسادس والثلاثين. حُلَّ الجيش العراقي بعد غزو العراق منتصف عام 2003.
أُعيد تشكيل الفرقة بعد إنشاء الجيش العراقي الجديد من قبل سلطة التحالف المؤقتة. واعتمدت وتولت المسؤولية العملياتية عن عمليات مكافحة التمرد في مدينة الموصل في 21 ديسمبر/كانون الأول 2006. كانت كتائب الفرقة الثانية وحدات سابقة للحرس الوطني العراقي، وكانت تتألف في الغالب من قوات كردية، وكان العديد منها وحدات سابقة لميليشيا البيشمركة.
وتضمنت التشكيلات التابعة لها ما يلي:
- اللواء الآلي الخامس (القلعة) (اللواء الرابع سابقًا)
- 6 (العقارب) مشاة (AAslt) Bde (اللواء الثاني السابق، الفرقة الثانية)
- لواء المشاة السابع
- لواء المشاة الثامن
- فوج النقل الآلي الثاني

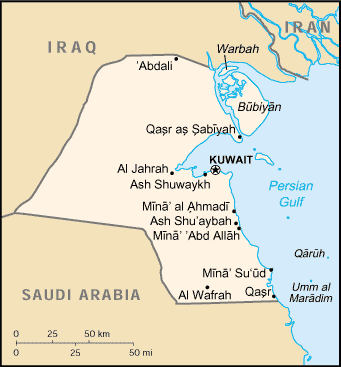
تمركزت الفرقة الثانية في منطقة قصر الصبية في منتصف يناير 1991، وبحلول 24 فبراير 1991 كانت في منطقة الجهراء.

تخرجت ثلاث كتائب مما كان يُعرف آنذاك باللواء الرابع للجيش العراقي من التدريب الأساسي في حفل "انضمام" في قاعدة الكسك للتدريب العسكري غرب الموصل، في 15 أكتوبر/تشرين الأول 2004. وأشارت تقارير من عام 2005 إلى أن اللواء الرابع آنذاك كان تشكيلًا سابقًا للبشمركة. كان اللواء الثاني، الفرقة الثانية، يُعرف سابقًا باللواء السابع، قبل إعادة تنظيم الجيش العراقي. يتكون اللواء الثاني من الفرقة الثانية من الكتائب الأولى والثانية والثالثة.
كان مقر الفرقة الثانية في قاعدة الكندي اعتبارًا من مارس 2008، وكان يقود الفرقة العميد مطاوع الخزرجي.
أصبحت الفرقة جزءًا من القيادة الجديدة بعد إنشاء قيادة عمليات نينوى في عام 2008.
وانهار الانقسام بعد 6-7 يونيو/حزيران 2014، عندما استولى تنظيم الدولة الإسلامية في العراق والشام (داعش) على مساحة شاسعة من الأراضي في شمال العراق، بما في ذلك الموصل.

## ملحوظات
1. ↑  Kenneth Pollack, Arabs at War, 2002, p. 156-158
2. ↑  See الفيلق الأول (العراق) article for reference.
3. ↑  United States Army, Certain Victory: The U.S. Army in the Gulf War, Brassey's, London/Washington, 1997, (ردمك 1-57488-136-1), map of Iraqi dispositions, Mid January 1991, p.161
4. ↑  Pollack, 2002, p. 241
5. ↑  "Key Components of the Iraqi Ground Forces, 2002". www.rjlee.org. مؤرشف من الأصل في 2024-11-27. اطلع عليه بتاريخ 2025-08-19.
6. ↑  "2nd IA assumes control of security operations in Mosul". 22 ديسمبر 2006. مؤرشف من الأصل في 2009-09-11. اطلع عليه بتاريخ 2014-10-11.
7. ↑  Globalsecurity.org; The Al Kasik Military Base appears to be located near Kisik Kupri -- PPL 36°28'31"N 042°40'01"E [variants: Kisik, Kisik Køpr, Kisick Keupri, or Kasik Kubri]. Al-Kasik is 50 كيلومتر (31 ميل) north and west of downtown Mosul.
8. ↑  "Kurds in Iraqi Army Proclaim Loyalty to Militia". www.commondreams.org. مؤرشف من الأصل في 2013-06-17. اطلع عليه بتاريخ 2025-08-19.
9. ↑  Globalsecurity.org
10. ↑  "In Mosul, New Test Of Rebuilt Iraqi Army". International Military Forum - IMF (بالإنجليزية الأمريكية). 20 Mar 2008. Archived from the original on 2024-12-03. Retrieved 2025-08-19.
11. ↑  "Inside the Collapse of the Iraqi Army's 2nd Division - War on the Rocks". War on the Rocks (بالإنجليزية الأمريكية). 1 Jul 2014. Archived from the original on 2025-07-08. Retrieved 2017-10-12.

كينيث م. بولاك، العرب في الحرب: الفعالية العسكرية، 1948-1991 ، مطبعة جامعة نبراسكا، لينكولن ولندن، 2002.

## روابط خارجية
Globalsecurity.org، فرقة المشاة الثانية